# Самарийпентакобальт
Сама̀рийпентако́бальт — бинарное неорганическое соединение, интерметаллид
кобальта и самария
с формулой Co5Sm,
кристаллы.

## Получение
- Сплавление стехиометрических количеств чистых веществ:

{\displaystyle {\mathsf {5Co+Sm\ {\xrightarrow {1320^{o}C}}\ Co_{5}Sm}}}

## Физические свойства
Самарийпентакобальт образует кристаллы
гексагональной сингонии, пространственная группа P 6/mmm, параметры ячейки a = 0,4997 нм, c = 0,3974 нм, Z = 1,
структура типа кальцийпентамеди Cu5Ca.
Сообщается также о том, что соединению соответствуют две фазы:
Co5 − хSm при температуре ниже ≈1200 °C и
Co5 + хSm при температуре выше ≈1200 °C.
Соединение образуется по перитектической реакции при температуре 1320 °C.

## Применение
- Материал для изготовления постоянных магнитов.